# Pušperk
Pušperk je zřícenina hradu u stejnojmenné vesnice dva kilometry západně od Poleně v okrese Klatovy. Stojí na zalesněném vrchu zvaném Na Pušperské skále v nadmořské výšce 582 metrů. Je chráněna jako kulturní památka ČR.

## Historie
První písemná zmínka o Pušperku pochází z roku 1266, kdy patřil Jarošovi ze Slivna a z Poděhus, který se po boku Přemysla Otakara II. zúčastnil bitvy u Kressenbrunu. Předpokládá se, že právě on hrad okolo roku 1260 založil a pojmenoval Fuchsberg podle svého erbu, ve kterém měl lišku. Těsně pod hradem vedla starodávná zemská silnice z Klatov přes Poleň k Horšovskému Týnu, která spojovala české země s Bavorskem.
Později byli držiteli hradu Hroznatovci. Jmenovitě jimi byli Bušek z Pušperka uváděný poprvé roku 1339. Po něm se pravděpodobným majitelem hradu stal jeden z jeho pěti synů – Racek z Pušperka, jehož syn však již hrad nevlastnil. Dalším známým vlastníkem se stal Ctibor Tlam z Pušperka připomínaný roku 1378. Jeho syn Jan z Pušperka se zadlužil, a před rokem 1390 se spolumajitelem hradu stal Janův věřitel, pražský žid Jonáš. Když roku 1390 zemřel, připadl hrad jako odúmrť králi Václavovi IV., který jej prodal za 900 kop pražských grošů bratrům Renvaldovi a Bohuňkovi z Ustupenic. Renvald žil až do roku 1411, kdy panství převzal jeho další bratr Svojše z Ustupenic, který padl na straně krále Zikmunda v bitvě pod Vyšehradem.
Během husitských válek hrad ovládali Dobeš a Hynek z Ustupenic. Žila na něm také Ofka, Renvaldova schovanka a dcera Jana Mnicha z Ustupenic, který byl čtvrtým Renvaldovým bratrem. Před rokem 1434 byl hrad držený Hynkem z Ústupenic obležen, dobyt a pobořen husitským vojskem podporovaným klatovskými měšťany. Král Albrecht pušperské panství pokládané za odúmrť daroval Martínkovi z Bavorova, proti čemuž protestoval Hynek z Ustupenic a Ofka, již potřetí provdaná za Jetřicha z Čiremperka. Hynek brzy zemřel a po Ofčině smrti pobořený a opuštěný hrad připadl jako odúmrť králi Ladislavovi.
Král statek prodal Janu Zajícovi z Hazmburka, který musel vést řadu sporů o majetek s množstvím šlechticů z okolí, kteří si dělali nárok na různé části panství. Od Jana Zajíce polovinu hradu koupil roku 1465 Jiřík z Říčan, který později prokázal, že Ofčini příbuzní na hrad nemají nárok, a získal tak i druhou polovinu panství. Později ji však prodal Břeňkovi z Ronšperka. Břeněk nechal hrad opravit, ale protože vedl spory na bavorských hranicích, byl hrad roku 1473 klatovskými znovu dobyt a pobořen. Brzy poté panství získali Švihovští z Rýzmberka, kteří neměli zájem poničený hrad obnovit, a ten proto dále chátral. Nový majitel, kterým se roku 1548 stal Albrecht Nebílovský z Drahobuze, si postavil sídlo v Poleni. Později panství patřilo  hrabatům z Vrtby, Klenovským a Černínům z Chudenic.

## Stavební podoba

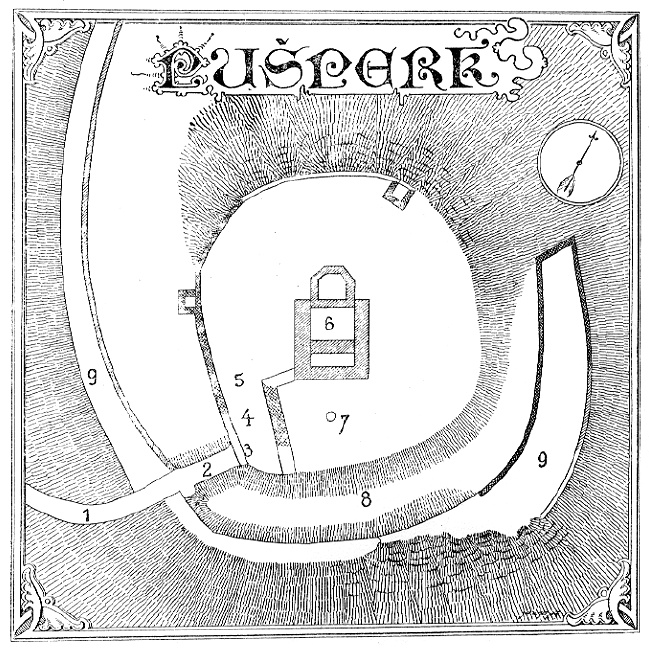
Půdorys hradu z roku 1893

Přístupová cesta ke hradu pravděpodobně vedla ze severovýchodního úpatí vrchu, odkud stoupala po východním úbočí směrem na jih a ostrou zatáčkou se stočila k valu na jihozápadní straně. Většinu obvodu hradu obepíná, s výjimkou skalnaté severní strany, příkop a val, na němž jsou místy patrné pozůstatky kamenného obležení na straně obrácené do příkopu. Do hradu se vstupovalo po mostě přes příkop, za kterým stála nejspíše pouze kulisová brána. Je však možné, že na místě brány stávala věž, která obsluhovala padací most. Za branou se cesta stočila doleva a pokračovala přístavkem (na Sedláčkově plánu označeném jako parkán) do míst druhé brány.
Poloha předhradí je nejasná, ale jediný prostor, kde se mohlo nacházet, je na západní straně hradního jádra. Využití místa dokládá existence vápenné pece, ale nedochovaly se zde žádné pozůstatky jiných staveb nebo opevnění.
Hradní jádro mělo tvar nepravidelného čtyřúhelníku, v jehož středu stával donjon postavený ve čtrnáctém století. V jeho zbytcích byla na konci šestnáctého či v sedmnáctém století zřízena kaple svatého Václava. Pozůstatky věže jsou nejlépe dochovanou částí hradu a dosahují výšky až 6,5 metru. Věž měla obdélníkový půdorys s rozměry 23 × 15 metrů. Vstup do ní se uzavíral závorou, v jejíž kapse se dochovalo prkénko, z něhož bylo získáno dendrodatum 1355. Vnitřek věže byl pozměněn vestavbou kaple a zaplněn mohutnou vrstvou zříceného zdiva. Přesto jsou ve východním a západním nároží patrné otvory po stropních trámech o průměru 20 × 20 centimetrů, které nesly podlahu prvního patra. Podél jihovýchodní strany donjonu stál přístavek s vnitřními rozměry 11 × 2 metry. Buď se v něm nacházelo schodiště do vyšších pater věže, nebo sloužil jako předsíň kaple.
Barokní úpravy areálu setřely stopy další zástavby hradního jádra. Pouze na severozápadní straně se nachází terénní stopy, které mohou být pozůstatkem podsklepené budovy. Fragmentárně se dochovala obvodová hradba, jejíž délka dosahovala asi 260 metrů.

## Pověsti
Po přepadení a zboření Pušperka byli vyvražděni všichni jeho obyvatelé. Za nějakou dobu po tom sedlák z blízké vsi Bezpravovic uslyšel ze zřícenin hradu volání o pomoc. Nalezl tu pak v zavalené spižírně jedinou dceru hradního pána, která se tu při obléhání hradu schovala, a když se po dobytí hradu vchod sesul, zde drahný čas ze zásob potravin žila, až konečně sedlákem byla osvobozena.
Jiná pověst vypráví, že hrad Pušperk prý byl spojen s hrádkem Ruchomperkem, vystavěném na blízkém vrchu Kouřimu, podzemní chodbou, kterou se majitelé těchto tvrzí navzájem navštěvovali. Pán z Kouřimi dlužen byl Pušperskému různé obilí a zvláště mnoho hrachu. Mezi sousedy vypuklo rozladění, když věřitel se dožadoval vrácení. Kouřimský slíbil vrácení dluhu a skutečně také poslal na Pušperk několik povozů se sudy s hrachem. Sotva ale byly vozy na hradní nádvoří vpuštěny, vyřítili se ze zakrytých sudů ozbrojenci a nic netušící posádku hradu ubili.